# Caribbean Night
「Caribbean Night」（カリビアン・ナイト）は、1987年7月5日にトーラスレコードからリリースされた早見優の20枚目のシングル。

## 概要
表題曲「Caribbean Night」は、シンガーソングライターの中原めいこが14thシングル「PASSION」以来約2年ぶりに提供した楽曲。1987年夏のテレビ朝日「カリブキャンペーン」テーマソングとして使用された。
2016年8月に発売されたミニ・アルバム『Delicacy of Love』には、この曲のリミックス・ヴァージョンが収録された。

## 収録曲
1. Caribbean Night
作詞・作曲: 中原めいこ / 編曲: 中村哲
2. 一粒のリグレット
作詞: 青木美恵子 / 作曲: 財津和夫 / 編曲: 中村哲